# Жак де Бурбон (рыцарь)
Жак де Бурбон (фр. Jacques de Bourbon; ок. 1444 — 22 мая 1468, Брюгге) — младший сын герцога Шарля I де Бурбона и Агнесы Бургундской, рыцарь ордена Золотого руна.

Герб Жака де Бурбона

Племянник Филиппа III Доброго по матери, Жак воспитывался при бургундском дворе, как и его братья и сестры Изабелла (будущая жена Карла Смелого), Луи, Маргарита (будущая жена Филиппа Савойского) и Екатерина (будущая жена Адольфа Эгмонта). Был другом и компаньоном графа де Шароле, будущего Карла Смелого.
В 1461 году был посвящён в рыцари Людовиком XI во время церемонии коронации в Реймсе, но не поладив с королём, вернулся в Бургундию. 14 мая 1468 года в Брюгге был избран в число рыцарей ордена Золотого руна. Так как Жак был болен, капитул ордена собрался 15 мая у его постели, чтобы провести церемонию. Он умер через неделю, 22 мая.
Воспитателем Жака де Бурбона был, как полагают, Антуан де Вержи (ум. 1458?), сеньор де Монферран, сын Шарля де Вержи, сеньора д’Отре, и Клодин де Латремуй. Его переписка с секретарем герцога де Бурбона Жаном Роберте и Жоржем Шателеном была опубликована Луи Батисье в 1838 под названием «Les douze dames de rhétorique». Позднее Жак был обручен с дочерью Антуана и Боны Невшательской Маргаритой де Вержи (ум. 1472), но не успел жениться.